# Stwardnienie zanikowe boczne z ciałami poliglukozanowymi
Stwardnienie zanikowe boczne z ciałami poliglukozanowymi (ang. amyotrophic lateral sclerosis with polyglucosan bodies) – bardzo rzadki wariant stwardnienia zanikowego bocznego. Orthner i wsp. jako pierwsi w 1973 roku przedstawili przypadek chorego z ALS i ciałami poliglukozanowymi (Lafory) w perykarionach kory mózgowej i móżdżku. Bartz i wsp. przedstawili kolejne dwa przypadki.